# Tretomphalus
Tretomphalus es un género de foraminífero bentónico de la familia Rosalinidae, de la superfamilia Discorboidea, del suborden Rotaliina y del orden Rotaliida. Su especie tipo es Rosalina bulloides. Su rango cronoestratigráfico abarca desde el Mioceno hasta la actualidad.

## Clasificación
Tretomphalus incluye a las siguientes especies:
- Tretomphalus bermudezi
- Tretomphalus bulloides
- Tretomphalus inversa
- Tretomphalus myersi
- Tretomphalus pacificus
- Tretomphalus roquesensis

Otras especies consideradas en Tretomphalus son:
- Tretomphalus atlanticus, aceptado como Cymbaloporetta atlantica
- Tretomphalus clarus, aceptado como Neoconorbina clara
- Tretomphalus concinnus, aceptado como Tretomphaloides concinnus
- Tretomphalus grandis, aceptado como Cymbaloporetta grandis
- Tretomphalus milletti, aceptado como Millettiana millettii
- Tretomphalus planus, aceptado como Cymbaloporetta plana